# 사방탁자
사방탁자(四方卓子)는 네모 반듯하게 만든 탁자이다. 방 한 켠이나 양 옆에 놓아 연적이나 도자기 같은 장식품을 올려놓는 데 사용하며, 사방으로 뚫려 있어 장식하는 데 유용하다. 보통 3층이나 4층으로 나누어 맨 아래층에는 문을 달고 막아 물건을 수납하도록 되어 있다. 장식이 적고 간소하면서도 짜임새 있고 각 층의 비례가 아름다워 많이 사용되고 있다.